# Tell Taanach
Tell Taanach – stanowisko archeologiczne (tell) w Palestynie, na granicy Samarii i Doliny Jezreel, w pobliżu wsi Ti’inik. Jest identyfikowane z pojawiającym się w Biblii miastem Tanak.

## Historia badań
Stanowisko po raz pierwszy badał w latach 1902–04 austriacki archeolog Ernst Sellin. Odkrył on archiwum z 14 tabliczkami glinianymi zapisanymi pismem klinowym, pochodzącymi z końca XV w. p.n.e.
W latach 1963, 1966 i 1968 wykopaliska w tym miejscu prowadził Paul Lapp. Znaleziono wówczas kolejną tabliczkę oraz fragment zapisany pismem sylabicznym. Analiza imion, które pojawiają się na znaleziskach z Tell Taanach, pokazała że 62% z nich jest pochodzenia semickiego, 21% indoaryjskiego, a 17% huryckiego.
W późniejszych latach wykopaliska prowadził również Albert Glock, który został zamordowany w Palestynie w 1992 roku. Jego badania koncentrowały się na okresie bizantyńskim, mameluckim i ottomańskim.